# Hollington (Derbyshire)
Hollington – wieś i civil parish w Anglii, w Derbyshire, w dystrykcie Derbyshire Dales. W 2011 roku civil parish liczyła 212 mieszkańców. Hollington jest wspomniana w Domesday Book (1086) jako Holintune.